# Двурезцови
Двурезцовите (Diprotodontia) са разред дребни, средно големи и едри, двуутробни (торбести) бозайници. Размерите им са от 9 cm до 3 m (Голямо сиво кенгуру) дължина на тялото. Температурата на тялото (около 36 °С) им е по-висока от тази на другите двуутробни. Основният белег на разреда са предните два резеца, които са силно развити, откъдето и носят латинското си име diprotodont (двурезцови). Включва около 120 актуално съществуващи вида.

## Разпространение
Срещат се основно в Австралия и близките и острови. Обитават разнообразен ландшафт, открити равнини, гори и др.

## Начин на живот и хранене
Водят наземен и дървесен начин на живот. Някои видове са нощни. Повечето видове са растителноядни. Въпреки това в разреда се срещат и някои насекомоядни и всеядни вида.

## Размножаване
Бременността е много кратка до 2 седмици при кенгуруто, но след оплождането зародишът може да остане в латентно състояние в продължение на година. Малките се раждат крайно дребни и неразвити, дълги са около 2 см, слепи и голи, задните крайници са неразвити и покрити от опашката. Предните крайници са по-силни и с нокти, след раждането малкото самостоятелно се придвижва, залавяйки се за козината на майката до торбата ѝ. Майката през това време стои неподвижно или лежи, средно за 15 – 30 минути то успява да открие торбата, но ако закъснее, майката започва да нервничи и да се движи, можейки по този начин да го нарани или убие. Самото малко е много издръжливо и може да оцелее до 2 денонощия без да се храни. След като влезе в торбата, то захапва млечната жлеза на майката и започва да бозае, като толкова силно се впива, че не може да бъде отделено без да се нарани устата му или майката. Интересно е, че майката контролира времето и количеството мляко което да поеме малкото. Когато малкото поотрасне се сменя постепенно състава на млякото, ако по това време се роди ново, то суче от друга цицка, друг вид мляко. През това време, майката може да носи друг зародиш в латентно състояние, който ще се роди, когато най-голямото му братче стане самостоятелно.

## Допълнителни сведения
Разредът е бил много по-голям, но след пристигането на хората в Австралия, преди около 50 000 години, вследствие на дейността им, като лов и унищожение на естествената им среда на обитание (в резултат на огъня), броят им значително намалява.

## Класификация
- Род †Brachalletes
- Род †Koalemas
- Род †Sthenomerus
- Род †Nimbadon
- Семейство †Thylacoleonidae торбести лъвове
- Семейство †Palorchestidae
- Семейство †Wynyardiidae
- Подразред Vombatiformes Вомбатоподобни
  - Семейство Phascolarctidae Owen, 1839 – Коали (1 вид)
  - Семейство Vombatidae Burnett, 1830 – Вомбати (3 вида)
  - Семейство †Ilariidae
  - Семейство †Diprotodontidae
- Подразред Phalangeriformes Посуми, Кускусоподобни
  - Надсемейство Phalangeroidea
    - Семейство Phalangeridae Thomas, 1888 – Лазещи торбести, Кускусови
    - Семейство Burramyidae Broom, 1898 – Посуми пигмеи

  - Надсемейство Petauroidea
    - Семейство Tarsipedidae Gervais and Verreaux, 1842 – Ивичести медовци
    - Семейство Petauridae Bonaparte, 1838 – Торбести летящи катерици
    - Семейство Pseudocheiridae Winge, 1893 – Пръстеноопашати посуми
    - Семейство Acrobatidae Aplin, 1987 – Торбести планьори
- Подразред Macropodiformes Кенгуроподобни
  - Семейство †Balbaridae
  - Семейство Macropodidae Gray, 1821 – Кенгурови
  - Семейство Potoroidae Gray, 1821 – Кенгурови плъхове
  - Семейство Hypsiprymnodontidae
  - Семейство ?†Ganguroo
  - Семейство ?†Galanaria